# إنريكي سانشيز
إنريكي سانشيز (بالإسبانية: Enrique Sánchez) مواليد 16 يوليو 1972 في مدينة مكسيكو، هو ملاكم محترف مكسيكي يصنف ضمن فئة وزن الوسط. حقق بطولة رابطة الملاكمة العالمية.

## إحصائيات
خاض خلال مسيرته 53 نزالا، فاز في 39 وتعادل في 1 وخسر في 13. فاز بالضربة القاضية في 32 نزالا.

## روابط خارجية
- إنريكي سانشيز على موقع بوكس ريك (الإنجليزية) (registration required)